# Marktlberg
Marktlberg ist eine Gemarkung im oberbayerischen Landkreis Altötting. Bis 1972 bestand die Gemeinde Marktlberg.
Die Gemarkung Marktlberg hat eine Fläche von 1124,27 Hektar und liegt vollständig auf dem Gebiet der Gemeinde Marktl. Auf ihr liegen folgende Gemeindeteile des Marktes Marktl: Adelsberg, Altwies,  Augenthal, Besserer, Buchmaier, Buchner,  Deinöd, Edhof, Eggen, Forst, Forstpoint, Freiberg, Fürstenberg, Garteis, Gassen, Gerling, Gießübel,  Grimm, Holzmann, Irngarting, Jägerhäusl, Kiegl, Knab, Kobl, Kollmünz, Leiten, Leonberg,  Lepsen, Listegg, Mangassen, Mehltheurer,  Neuhäusl, Niederöd,  Niederwinkl, Oberwinkl, Pfeffer, Piering, Point, Riedhof, Rosenberg, Schatzhof, Schenkhub, Schlehaid, Schlott, Schwarzfurt, Steigthal, Thannöd, Trittling, Walln und  Wiesing.

## Geschichte
Mit dem zweiten Gemeindeedikt 1818 wurde die politische Gemeinde Marktlberg gegründet. Sie bestand aus den Orten Adelsberg, Altwies, Augenthal, Besserer, Buchmaier, Buchner, Deinöd, Edhof, Eggen, Forst, Forstpoint, Freiberg, Fürstenberg, Garteis, Gassen, Gerling, Gießübel, Grimm, Holzmann, Irngarting, Jägerhäusl, Kiegl, Knab, Kobl, Kollmünz, Leiten, Leonberg, Lepsen, Listegg, Mangassen, Mehltheurer, Neuhäusl, Niederöd, Niederwinkl, Oberwinkl, Pfeffer, Piering, Point, Riedhof, Rosenberg, Schatzhof, Schenkhub, Schlehaid, Schlott, Schwarzfurt, Steigthal, Thannöd, Trittling, Walln und Wiesing. Im Jahr 1961 befand sich die Gemeindekanzlei in Marktl. Am 1. Januar 1972 wurde die Gemeinde Marktlberg nach Marktl eingemeindet.